# 몬드라고네
몬드라고네(이탈리아어: Mondragone)는 이탈리아 캄파니아주 카세르타도에 있는 코무네이다. 나폴리로부터는 북서쪽으로 45km 카세르타에선 서쪽으로 40km 거리에 있다.

## 역사
이지역에 처음으로 거주한 이들은 아우룬치인들이다. 397년 로마제국 후기에 지진으로 파괴된 시누에스사 근처의 마을에 페트리눔 (Petrinum) 이라고 알려진 마을을 건설했다. 중세시대때는 노르만인들에게 정복당하였고 노르만인들은 이곳에 중요한 성을 건설했다.